# 밀라노 3구
밀라노 3구는 2016년부터 공식적으로 밀라노 3시정촌(이탈리아어: Zona 3 di Milano, Municipio 3 di Milano)으로 지정되었으며 이탈리아 밀라노의 9개 구 중 하나이다.

## 같이 보기
- 치타 스투디
- 밀라노의 행정 구역
- 밀라노 7구
- 밀라노 9구